# Avenida Rivadavia

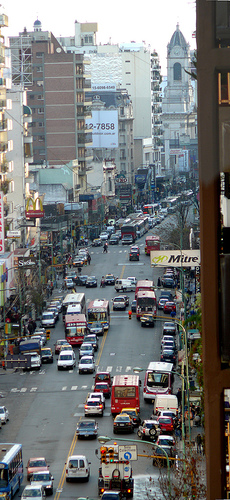
Avenida Rivadavia em seu passo pelo bairro de Flores, Buenos Aires

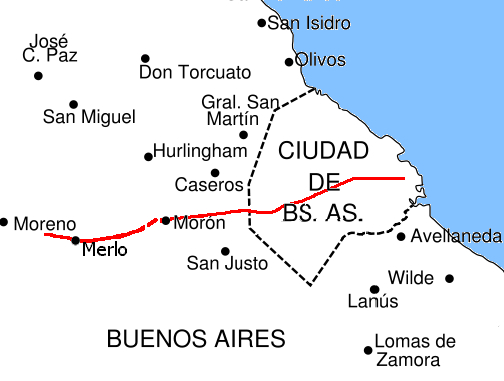
Avenida Rivadavia

A Avenida Rivadavia é uma importante artéria da cidade de Buenos Aires, e o oeste do Grande Buenos Aires, Argentina.
Deve seu nome ao primeiro presidente das Províncias Unidas do Rio da Prata, Bernardino Rivadavia. Desde 1935 até 1988 o trecho que se encontra fora da Cidade de Buenos Aires fez parte da Rodovia Nacional 7.
É considerada uma das avenidas mais longas do mundo. Segundo cifras de Trânsito da Cidade, só na cidade de Buenos Aires, a avenida tem 106 cruzes com semáforos. Em toda sua extensão passam 83 linhas de ônibus. 11 das 16 estações da Linha  do Metro de Buenos Aires corre sob a avenida, a Linha  nasce na interseção desta avenida e Diagonal Norte; e no bairro de Balvanera à altura de Avenida Pueyrredón, cruza a Linha .